# Bolshögs distrikt
Bolshögs distrikt är ett distrikt i Simrishamns kommun och Skåne län. 
Distriktet ligger sydväst om Simrishamn. 

## Tidigare administrativ tillhörighet
Distriktet inrättades 2016 och utgörs till en del av det område Simrishamns stad omfattade till 1971, delen som före 1969 utgjorde Bolshögs socken.
Området motsvarar den omfattning Bolshögs församling hade vid årsskiftet 1999/2000.